# Shiduch
Esta página contém alguns caracteres especiais e é possível que a impressão não corresponda ao artigo original.

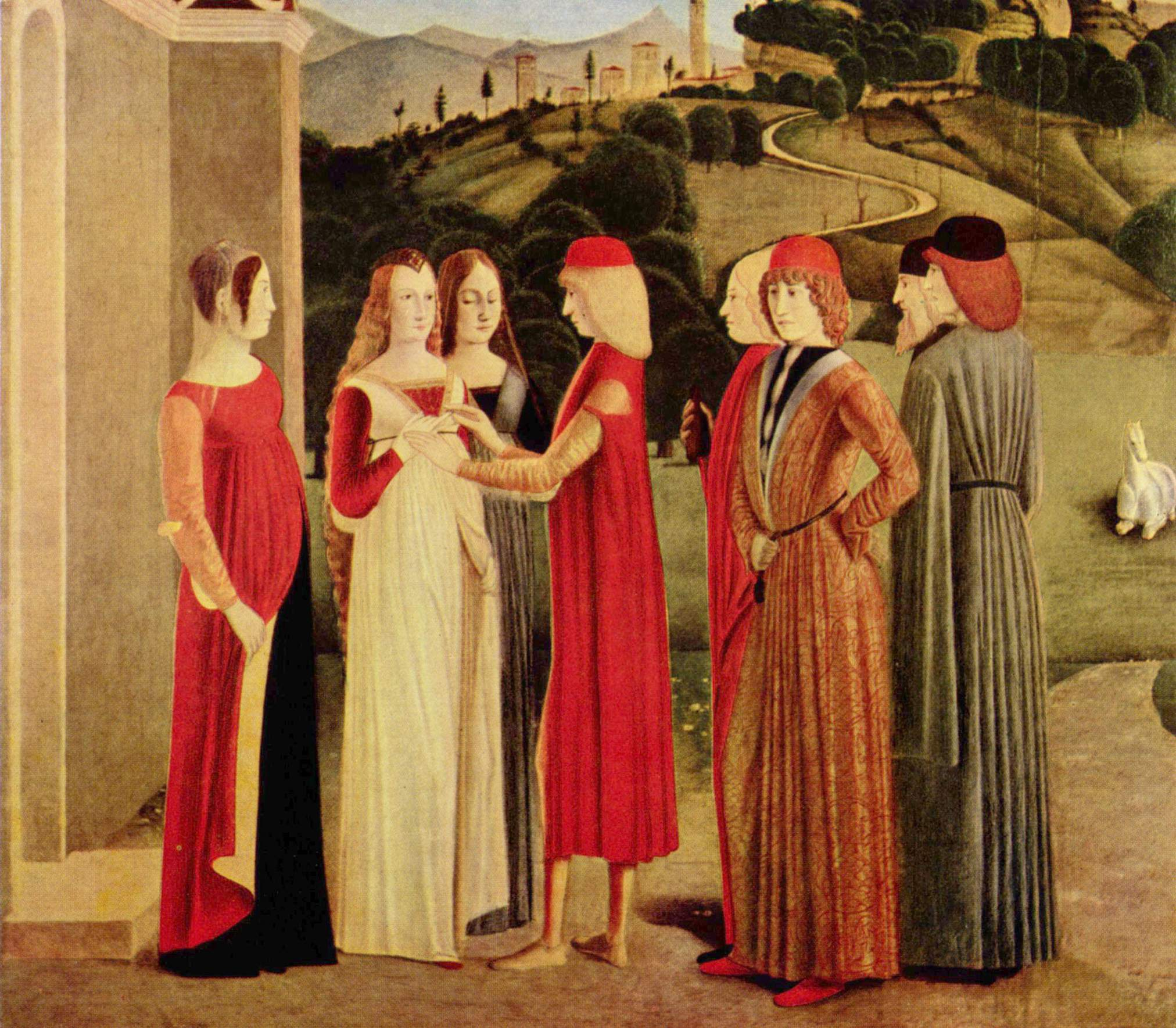
O Noivado, artista italiano. c. 1470

Shidduch ou shiduch (no hebraico שידוך , pl. shid[d]uchim שידוכים) dentro do judaísmo significa promover um "encontro" entre um homem e uma mulher, de modo que venham a se casar.